# Cabo Gran Roca
Cabo Gran Roca (spanisch für Kap des Großen Felsen) ist ein Kap an der Danco-Küste des Grahamlands auf der Antarktischen Halbinsel. Im Nordwesten der Arctowski-Halbinsel markiert es nordwestlich der Landspitze Punta Formas und südöstlich des Mount Fourcade die nordöstliche Begrenzung der Einfahrt von der Gerlache-Straße in den Orne Harbour.
Argentinische Wissenschaftler benannten es.